# 藤塚町 (一宮市)
藤塚町（ふじつかちょう）は、愛知県一宮市の地名。

## 地理

### 施設
- テラスウォーク一宮

## 歴史

### 地名の由来
旧字に由来するとされる。

### 沿革
- 1933年（昭和8年） - 一宮市一宮の一部により、同市藤塚町が成立[1]。
- 1973年（昭和48年） - 一部が和光に編入される[1]。
- 1974年（昭和49年） - 一部が朝日に編入される[1]。

### WEB
1. ↑  “愛知県一宮市の町丁・字一覧”.   人口統計ラボ. 2024年4月20日閲覧。
2. ↑  “読み仮名データの促音・拗音を小書きで表記するもの(zip形式) 愛知県” (zip).   日本郵便 (2024年2月29日). 2024年3月26日閲覧。
3. ↑  “市外局番の一覧” (PDF).   総務省 (2022年3月1日). 2022年3月22日閲覧。
4. ↑  “ナンバープレートについて”.   一般社団法人愛知県自動車会議所. 2024年1月21日閲覧。

### 書籍
1. 1 2 3 4  「角川日本地名大辞典」編纂委員会 1989, p. 1172.